# Corallus cookii
Corallus cookii — вид неотруйних змій родини удавових (Boidae).

## Назва
Вид названий на честь британського натураліста Едварда Вільяма Кука.

## Поширення
Ендемік карибського острова Сент-Вінсент. На острові відомо 5 локалітетів поширення виду.

## Опис
Завдовжки досягає до 152 см. Забарвлення тіла коричневе або сіре.